# Horta de Sant Joan

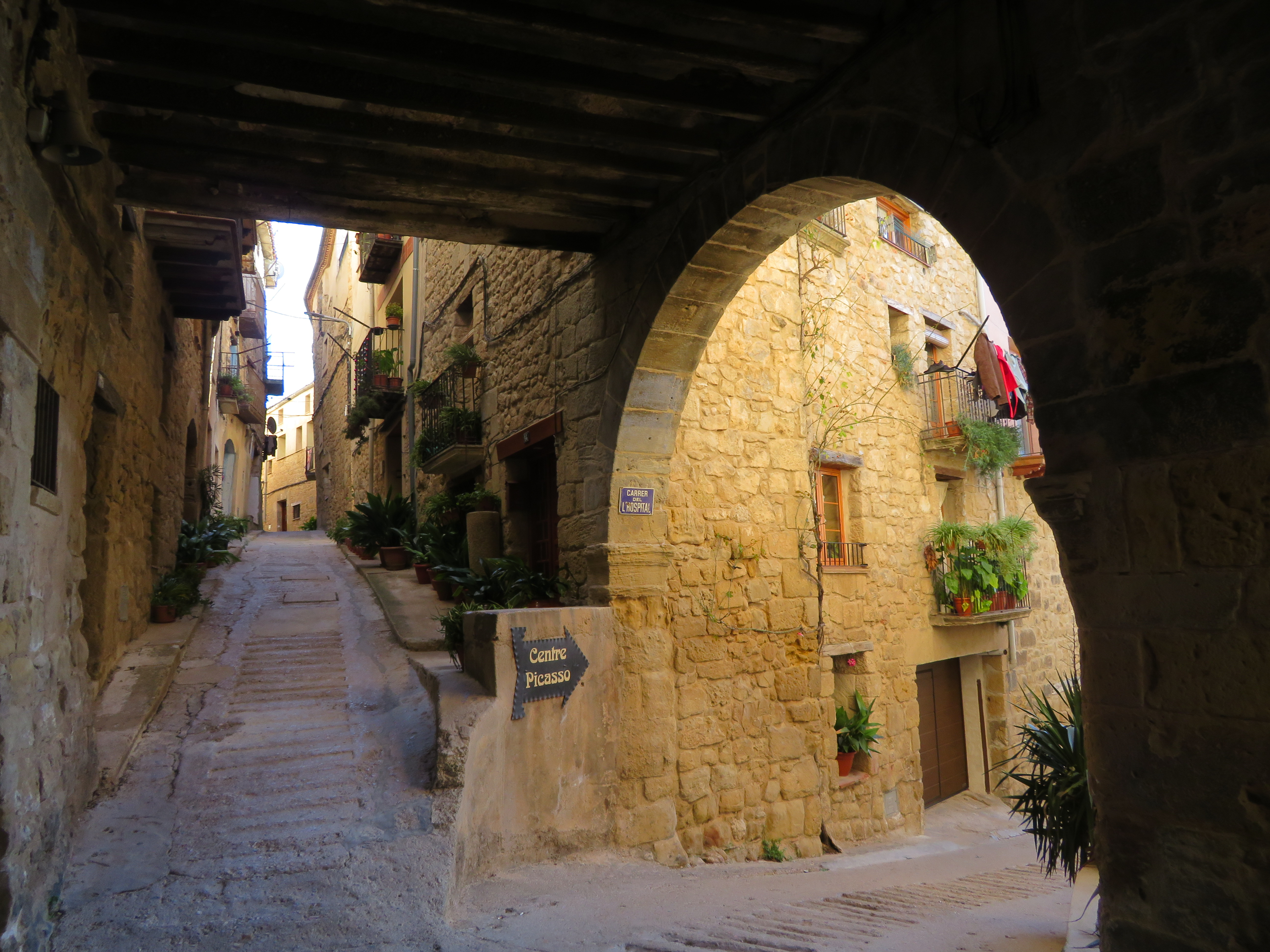
Horta de Sant Joan

Horta de Sant Joan är en kommun i Spanien.   Den ligger i provinsen Província de Tarragona och regionen Katalonien, i den östra delen av landet, 300 km öster om huvudstaden Madrid. Antalet invånare är 1 280. Arean är 119 kvadratkilometer. Horta de Sant Joan gränsar till Caseres, Bot, Prat de Comte, Paüls, Alfara de Carles, Arnes, Lledó och Arenys de Lledó / Arens de Lledó. 
Terrängen är kuperad åt sydost, men åt nordväst är den platt.

## Källor

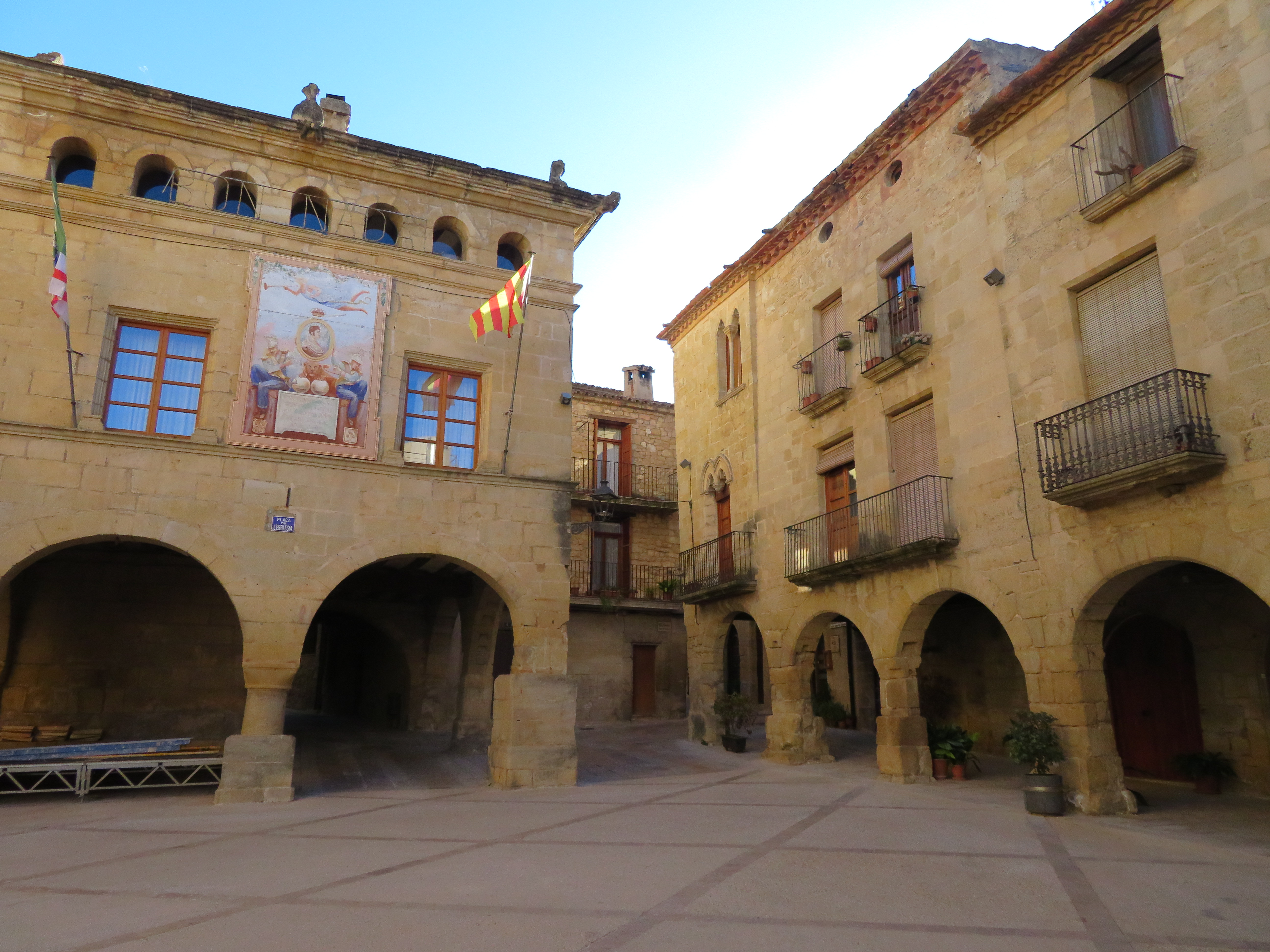
Horta de Sant Joan